# Hunter × Hunter
Hunter × Hunter (яп. ハンター×ハンター, Мисливець × Мисливець) — японська манґа, яку написав Йосіхіро Тоґасі, що публікується з березня 1998 року в японському журналі Shonen Jump, хоча з 2006 року вихід часто переривався на довгі терміни. Станом на грудень 2022 року було опубліковано 38 томів манґи.

## Сюжет
Історія розповідає про молодого хлопця на ім'я Ґон Фрікс, якому все життя казали, що його батьки померли. Але коли він дізнається від Кайта, учня свого батька Джина Фрікса, що той досі живий і відтоді став досвідченим Мисливцем, Ґон залишає свій дім на Китовому острові, щоб скласти іспит, щоб стати таким же Мисливцем, як він. Під час іспиту Ґон знайомиться і товаришує з трьома іншими претендентами: Курапікою, останнім членом клану Курта, який бажає стати Мисливцем, щоб помститися за свій клан і повернути їхні червоні очі, які були виколоті з їхніх тіл бандою злодіїв, відомих як Трупа тіней; Леоріо, майбутнім лікарем, який, щоб оплатити навчання в медичній школі, бажає мати фінансові вигоди, які отримують Мисливці; і Кіллуа Золдіком, ще одним дванадцятирічним хлопчиком із найвідомішої у світі сім'ї найманих вбивць, який не бажає успадковувати сімейне ремесло. Серед багатьох інших екзаменованих Ґон постійно стикається з Хісокою, таємничим і смертоносним трансмутатором, який виявляє до нього інтерес. Після багатьох спільних випробувань Ґон та його друзі зрештою складають іспит, окрім Кіллуа, який провалюється після вбивства іншого абітурієнта під впливом свого брата, Іллумі, і з ганьбою тікає до родинного маєтку.
Після того, як Ґон та інші переконують Кіллуа приєднатися до них, Леоріо та Курапіка тимчасово розлучаються з групою з особистих причин, а Ґон та Кіллуа вирушають на Небесну Арену, хмарочос, де тисячі майстрів кунг-фу щодня змагаються у бойових турнірах, прагнучи вдосконалити себе та отримати грошову винагороду. Там вони зустрічають Дзуші, іншого претендента на участь у Небесній Арені, який має майстра кунг-фу на ім'я Вінґ, що навчає їх використовувати Нен — життєву енергію, подібну до ци, яка використовується його практиками для прояву парапсихологічних здібностей, а також вважається останньою вимогою для складання іспиту на Мисливця. Через деякий час Ґон та його друзі знову зустрічаються в Йоркнью-Сіті, де в них відбувається сутичка з Трупою тіней. Під час цієї сутички Курапіка вбиває двох злодіїв із трупи, і він змушений відмовитися від можливості полювання на решту, щоб врятувати Ґона і Кіллуа від полону, але не без того, щоб запечатати сили їхнього лідера, Хроло Люцифера.
Через кілька днів Ґон і Кіллуа досягають своєї мети і починають грати в «Острів Жадібності» — надзвичайно рідкісну і дорогу відеогру з властивостями, схожими на властивості Нен з деякими підказками про місцезнаходження Джина. Досліджуючи гру, з'ясовується, що її сценарій насправді розгортається десь у реальному світі. Вона була створена завдяку Нену командою, яку очолює не хто інший, як сам Джин. Спочатку вони не можуть впоратися із завданнями гри, але незабаром до них приєднується і тренує Бісквіт Крюгер, досвідчена вчителька Нен і майстер кунг-фу. З допомогою Бісквіт Ґон і Кіллуа тренують свій Нен і вчаться підлаштовувати свої здібності під свої риси характеру. Кіллуа бере коротку перерву на Острові Жадібності, щоб знову подати заявку на іспит Мисливця, який цього разу проходить успішно. Трійця завершує гру разом, незважаючи ні на що, і Ґон отримує право вибирати артефакти з гри, необхідні для возз'єднання з батьком.
Ґон вирішує взяти Кіллуа з собою на зустріч з батьком, використовуючи артефакти, але замість цього дует відправляють на зустріч з Кайтом. Вони вирішують допомогти Кайту в дослідженні королеви мурах-химер розміром з людину — комахи, яка пожирає інших істот, а потім народжує потомство, що успадковує характеристики різних видів, яких вона з'їла. Королева потрапляє на острівну державу під назвою Автономний Регіон Нео-Зеленого Життя (N.G.L.), де вона швидко розвиває смак до людей і будує колонію, достатньо потужну, щоб здолати людське населення, особливо після того, як її нащадки дізнаються про силу Нен від Мисливців, яких вони поглинають. Зіткнувшись з Королівською гвардією мурах-химер, Кайт жертвує собою, щоб дозволити Ґону і Кіллуа втекти і попередити Асоціацію Мисливців. Після тижнів підготовки Асоціація відправляє команду наймогутніших Мисливців, включаючи Нетеро, самого президента Асоціації, щоб перемогти Мурах та їхнього короля Меруема, чиї піддані таємно скинули уряд сусідньої Республіки Східного Горто в рамках свого плану підкорення всього людства. Незважаючи на поразку в бою з Меруемом, Нетеро вбиває його за допомогою бомби, імплантованої в його тіло, яка незабаром отруює його до смерті. Тим часом Ґон вступає в сутичку з Неферпіту, мурахою, яка вбила Кайта. Після того, як він зловживає Нен, щоб помститися, його госпіталізують у критичному стані. Згодом, після вирішення інциденту з мурахами-химерами вирішено, верхівка Асоціації мисливців — Зодіаки, членом якої є Джин, починає процес вибору заміни Нетеро на посаді голови, а Кіллуа повертається додому, щоб попросити свою молодшу сестру Аллуку врятувати життя Ґона. Його сім'я не бажає ризикувати втратою Аллуки і тим, що її небезпечні сили можуть будуть використані проти них, але, уникнувши спроб старшого брата Іллумі зупинити його, Кіллуа вдається повернути Аллуку на бік Ґона і повністю відновити його життя. Потім він намагається запечатати альтер-его Аллуки, яке дає їй силу (Наніка, ймовірно, істота з Темного континенту), але в останню мить вирішує повернути процес назад, а не запечатувати Наніку, єдиного друга Аллуки. Кіллуа розлучається з Ґоном, щоб разом з Аллукою подорожувати світом, а сам Ґон нарешті зустрічається зі своїм батьком і дізнається про справжню природу своїх пошуків. 
Через деякий час син Нетеро, Бейонд, збирає експедицію на Темний континент — заборонену, величезну територію за межами відомого світу; його спонсором виступає Королівство Какін. Побоюючись, що експедиція може призвести до катастрофи, як і в усіх попередніх спробах, п'ять найбільших світових держав приймають Какін до своїх лав в обмін на повну владу над її результатами. Щоб супроводжувати Бейонда і забезпечити його слухняність, Зодіаки вирішують наглядати за ним і запрошують Курапіку і Леоріо приєднатися до них, замінивши Джина і колишнього віце-голову Парістона Хілла, які на прохання Бейонда зібрали свої власні команди дослідників Темного Континенту. Тим часом Хроло повертає собі сили і виконує бажання Хісоки провести з ним дуель, яка закінчується поразкою Хісоки і його загибеллю. Відродившись через Нен, Хісока починає вбивати одного за одним членів Трупи тіней, які вирушили на кораблі Какіна на Темний континент, щоб пограбувати його. На борту корабля Насубі, король Какіна, розпочинає смертельну битву між своїми спадкоємцями, щоб визначити спадкоємця. Курапіка, який також проник на корабель разом з іншими Мисливцями, бере участь у війні за престол як охоронець Чотирнадцятого принца Вобла, наймолодшого принца Какіна, який ще зовсім малюк. Однак особиста мета Курапіки — повернути останню партію червоних очей клану Курта, які перебувають під вартою Церредніха, Четвертого принца Какіна.

## Персонажі
Ґон Фрікс — головний герой. Ґон володіє неймовірно гострим слухом, зором і нюхом, які часто виручали його і його друзів в складних ситуаціях. Він дуже наївний, простодушний і добрий, що притягує до нього людей.
Кіллуа Золдік — найкращий друг Ґона. Кіллуа родом з сім'ї Золдік — потомствених найманих вбивць. Незважаючи на свій юний вік, він уже проявив себе як один з найкращих професіоналів і був призначений наступником свого батька.
Курапіка — єдиний живий член клану Курта. Курапіка завжди здатний спокійно аналізувати ситуацію і швидко знаходити правильне рішення.
Леоріо Парадінайт — молодий чоловік, який подружився з Ґоном під час екзамену на Мисливця. Леоріо буває досить запальним і неврівноваженим. Але він добрий і завжди готовий допомогти своїм друзям в потрібну хвилину.

## Аніме
Аніме є екранізацією перших сімнадцяти томів манґи і приблизно половини вісімнадцятого. Серіал був зроблений студією Nippon Animation і транслювався в Японії на телеканалі Fuji TV з 16 жовтня 1999 по 31 березня 2001 року. Потім вийшли три OVA, які були продовженням серіалу. По суті, OVA і серіал можна об'єднати в одне аніме з 92 серій. У 2011 році студія Madhouse оголосила про створення ремейка основного серіалу. Її режисером виступає Хіросі Кодзіна. Трансляція розпочалася 2 жовтня 2011 року.